# Гадюча цибулька
Гадюча цибулька, мишачий гіацинт, або мускарі (Muscári) — рід цибулинних рослин родини холодкових (Asparagaceae), раніше відносили до родини гіацинтових (Hyacinthaceae) або лілієвих (Liliaceae). Деякі види розводять як декоративні рослини з безліччю сортів.

## Назва
Латинська назва роду дана через аромат квітів, який нагадує запах мускусу.

## Ботанічний опис
Досить дрібні цибулинні рослини (до 40–60 см заввишки), що несуть пучок з двох-семи м'ясистих прикореневих листків; листки досягають в довжину 10–17 см. Цибулина яйцеподібної форми, завдовжки близько 2 см.
Квітконосна стрілка безлиста, закінчується густою багатоквітковою китицею. Квітки сині, блакитні або фіолетові, на коротких квітконіжках, верхні квітки безплідні. Оцвітина зрощена, бочкоподібна, з шістьма короткими зубчиками, відігнутими назовні. Тичинок шість. Плід — куляста або серцеподібна коробочка.

## Розповсюдження
Ареал роду охоплює Європу, Північну Африку й Західну Азію, але найбільшого різноманіття сягає у Середземномор'ї. Мешкає на трав'янистих спадах, у лісовому поясі гір. Деякі види натуралізувалися у Північній Америці і Австралії.

## У культурі
Зазвичай мускарі можна побачити у відкритому ґрунті, але деякі сорти вирощують у кімнатних умовах. Для цвітіння у січні-березні цибулини висаджують у горщики у вересні. Зазвичай вирощують гадючу цибульку вірменську (armeniacum), що сягає 20 см заввишки з синіми або білими келихоподібними квітами до 0,5 см завдовжки і видовженим листям, і гадючу цибульку гроноподібну (botryoidis) з блакитними квітами.

## Види
Рід Muscari включає 44 види:
- Muscari adilii M.B.Güner & H.Duman
- Muscari albiflorum (Täckh. & Boulos) Hosni
- Muscari alpanicum Schchian
- Muscari anatolicum Cowley & Özhatay
- Muscari armeniacum Leichtlin ex Baker
- Muscari aucheri (Boiss.) Baker
- Muscari babachii Eker & Koyuncu
- Muscari baeticum Blanca
- Muscari botryoides (L.) Mill.
- Muscari bourgaei Baker
- Muscari cazorlanum C.Soriano & al.
- Muscari commutatum Guss.
- Muscari discolor Boiss. & Hausskn.
- Muscari dolichanthum Woronow & Tron
- Muscari fertile Ravenna
- Muscari filiforme Ravenna
- Muscari hermonense Ravenna
- Muscari hierosolymitanum Ravenna
- Muscari kerkis Karlén
- Muscari kurdicum Maroofi
- Muscari latifolium J.Kirk.
- Muscari lazulinum Ravenna
- Muscari longistylum (Täckh. & Boulos) Hosni
- Muscari macbeathianum Kit Tan
- Muscari macrocarpum Sweet
- Muscari massayanum C.Grunert
- Muscari matritensis Ruíz Rejón & al.
- Muscari microstomum P.H.Davis & D.C.Stuart
- Muscari mirum Speta
- Muscari neglectum Guss. ex Ten. [syn. Muscari racemosum (L.) Medik. nom. illeg.]
- Muscari olivetorum Blanca
- Muscari parviflorum Desf.
- Muscari pulchellum Heldr. & Sart.
- Muscari racemosum Mill.
- Muscari sabihapinari V.Eroğlu, Pınar & Fidan
- Muscari salah-eidii (Täckh. & Boulos) Hosni
- Muscari sandrasicum Karlén
- Muscari sivrihisardaghlarensis Yild. & B.Selvi
- Muscari spreizenhoferi (Heldr. ex Osterm.) H.R.Wehrh.
- Muscari stenanthum Freyn
- Muscari tavoricum Ravenna
- Muscari turcicum Uysal et al.
- Muscari vuralii Bagci & Dogu

Раніше у склад роду Muscari включали також види, котрі пізніше були включені у роди Bellevalia, Leopoldia і Pseudomuscari.

## Сорти
Міжнародним органом реєстрації (ICRA) нових сортів є Royal General Bulb Growers' Association (KAVB). Сайт асоціації включає базу даних по зареєстрованим сортах.